# Ulmus elongata
Ulmus elongata là một loài thực vật có hoa trong họ Ulmaceae. Loài này được L.K. Fu & C.S. Ding miêu tả khoa học đầu tiên năm 1979.

## Hình ảnh

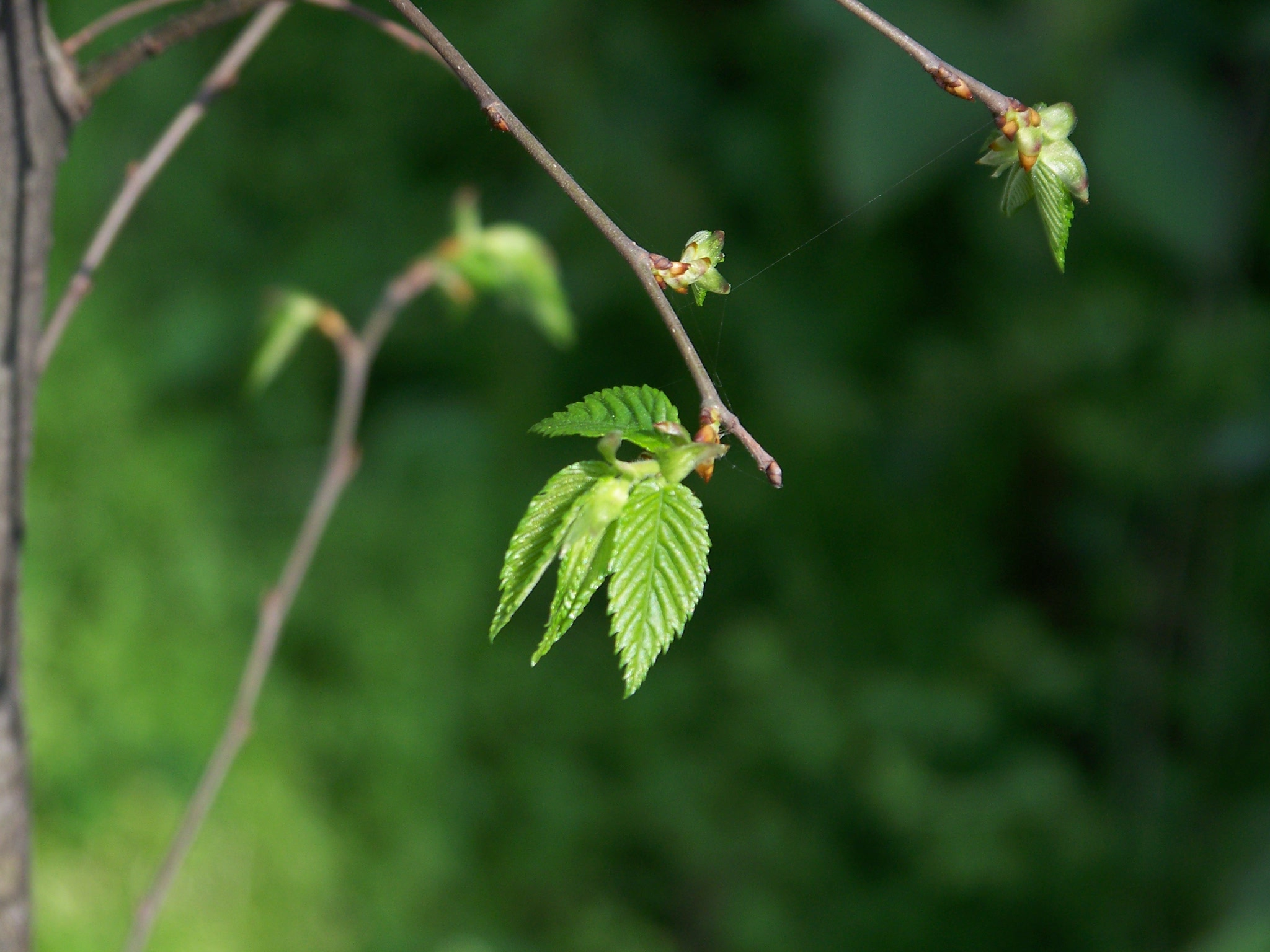
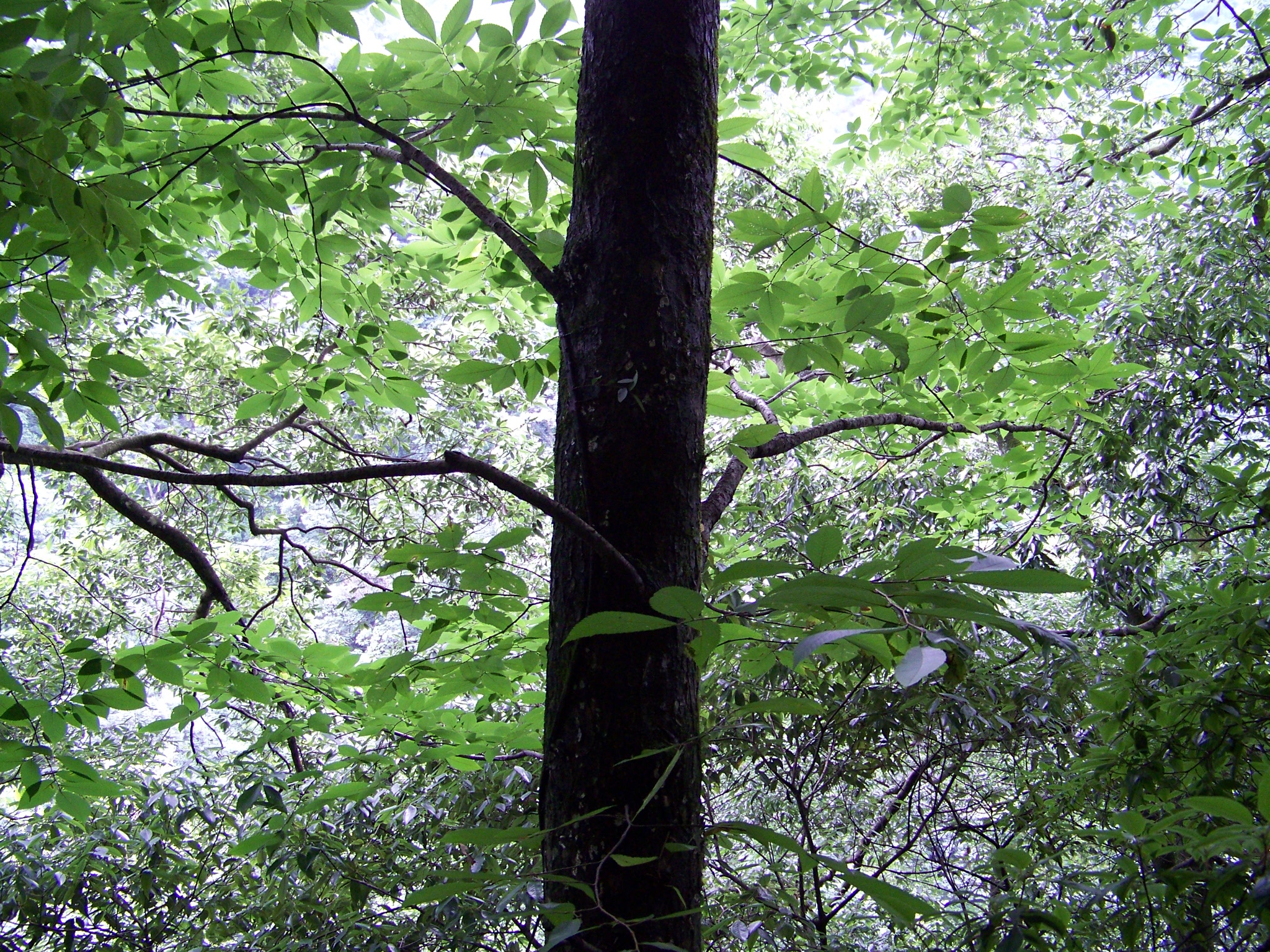
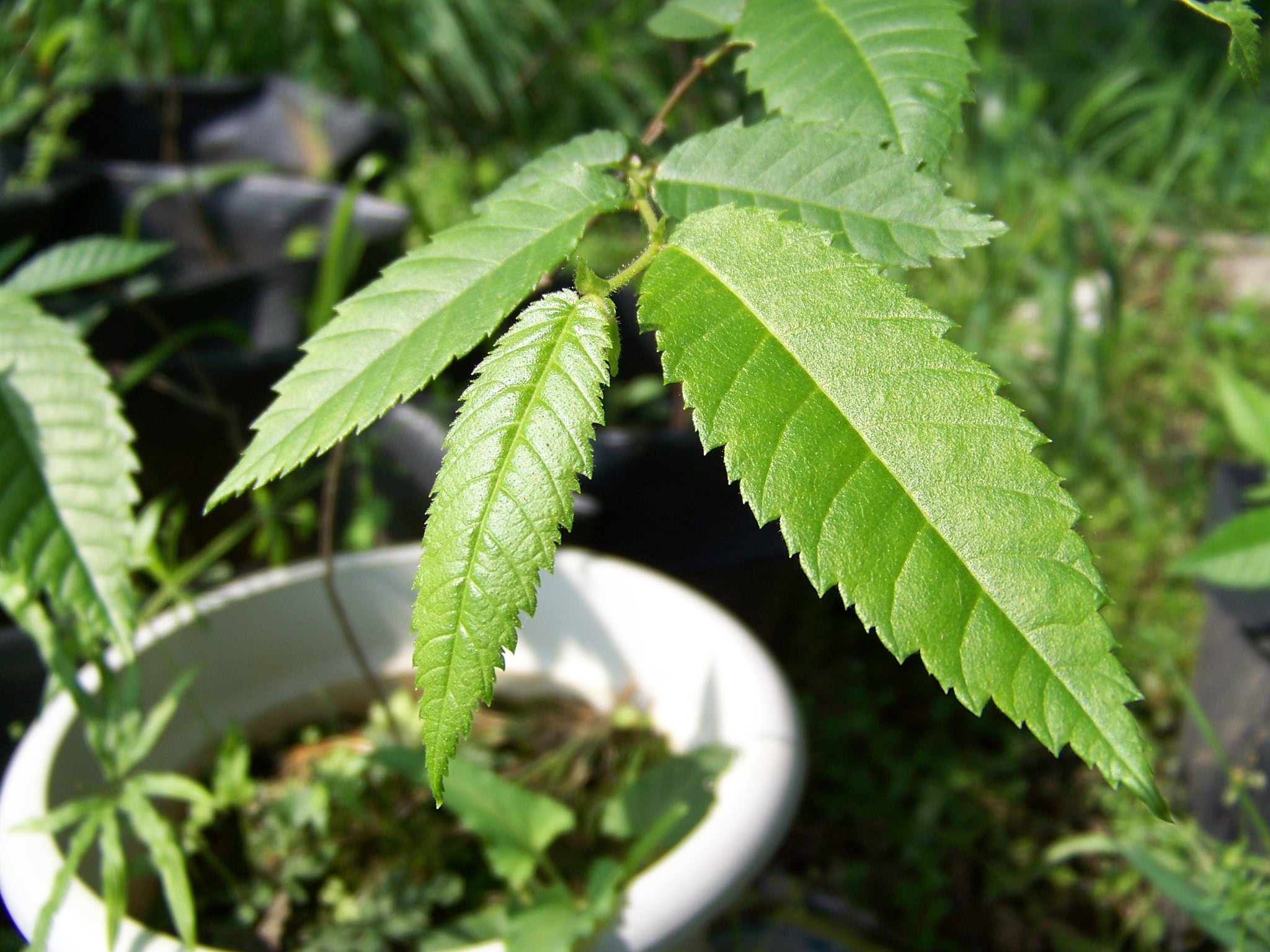